# San Jerónimo, Zacualpan
San Jerónimo är en ort i Mexiko.   Den ligger i kommunen Zacualpan och delstaten Mexiko, i den södra delen av landet, 110 km sydväst om huvudstaden Mexico City. San Jerónimo ligger 2 019 meter över havet och antalet invånare är 131.
Terrängen runt San Jerónimo är huvudsakligen kuperad, men åt sydväst är den bergig. Runt San Jerónimo är det ganska tätbefolkat, med 54 invånare per kvadratkilometer. Närmaste större samhälle är Ixtapan de la Sal, 18,3 km nordost om San Jerónimo. I omgivningarna runt San Jerónimo växer huvudsakligen savannskog.